# Anita-Effekt
Der Anita-Effekt besagt, dass in einem von Männern dominierten Befragungsumfeld die Rücklaufquoten bei Online-Studien höher sind, wenn der Absender der Einladungs- und Reminder-E-Mail anscheinend eindeutig als „weiblich“ identifiziert werden kann.
Die Nutzung des Anita-Effekts ist nur eine von vielen möglichen Strategien zur Erhöhung von Rücklaufquoten. Es gibt Hinweise, dass der genannte Effekt am besten im B2B-Umfeld sowie in Europa und Nordamerika wirkt.
Der Anita-Effekt gehört zu den Befragungseffekten.

## Hintergrund
Der Anita-Effekt geht auf eine Kundenbefragung des Marktforschungsteams der Lufthansa Technik (LHT) im Jahr 2004 zurück. Nach Aussagen des damaligen Projektleiters Stefan Althoff (nachzulesen in den hierzu erschienen Fachartikeln) wurde bei dieser Studie einiges  falsch gemacht (u. a. uninteressantes Thema, zu langer Fragebogen). Insbesondere der Befragungszeitraum (Sommer 2004) erwies sich als sehr ungünstig. Als eine LHT-Auszubildende – Vorname Julia – die Reminder-Mail in ihrem Namen verschickte, stieg die Rücklaufquote signifikant an.
Dieses zu diesem Zeitpunkt noch nicht näher wissenschaftlich belegte Phänomen wurde nach einer Praktikantin in der Lufthansa-Technik-Marktforschungsabteilung benannt.

## Untersuchung des Effekts
Auf der Online-Forschungsfachkonferenz G.O.R.05 in Zürich stellte Stefan Althoff den Anita-Effekt im Rahmen seines Berichtes Online-Studien im Bereich b2b – Erfahrungen aus der Luftfahrtbranche erstmals vor, in dem es um die ersten Erfahrungen der Lufthansa Technik Marktforschung mit Onlinestudien ging. Während der Konferenz vereinbarte Althoff mit Bernad Batinic (Johannes-Kepler-Universität, Linz) dem Anita-Effekt weiter auf den Grund zu gehen bzw. diesen wissenschaftlich zu belegen. In der Folge wurde der Anita-Effekt im Rahmen einer Diplomarbeit von Victoria Greif (Johannes-Kepler-Universität) untersucht. Es fanden zudem weitere Teststudien statt, an denen sich Bodo Griel (webfrager, Bochum) beteiligte. Die Arbeiten am Anita-Effekt stellen ein Gemeinschaftsprojekt von Universität, Betriebs- und Institutsmarktforschung dar.
Die zwischen der G.O.R.05 und G.O.R.06 durchgeführten Untersuchungen zeigten zumeist kein eindeutiges Bild. Die Beteiligten vermuteten, dass der Anita-Effekt von anderen Faktoren wie der Befragungsthematik, dem Versandtag und/oder dem E-Mail-Aufkommen in einem E-Mail-Account überlagert werden könnte und daher isoliert nur schwer sichtbar gemacht werden kann. Insbesondere eine Studie im webfrager-Panel wies darauf hin, dass der Effekt im B2C-Umfeld eine eher untergeordnete Rolle spiele.
Die Ergebnisse dieser Teststudien und die der Diplomarbeit stellten Althoff, Batinic, Greif und Griel unter dem Titel Determinants of Response Rates of Online Surveys - The Anita Effect - Results of a Joint Project auf der G.O.R.06 in Bielefeld vor. Insbesondere durch die Arbeiten von Victoria Greif gilt der Anita-Effekt als belegt.

### Einschränkungen
In der G.O.R.06 Präsentation wies Althoff auf Einschränkungen hin:
- Der Anita-Effekt ist nur eine von vielen Einflussgrößen, die sich auf Rücklaufquoten auswirken. Es bietet sich daher an, den Anita-Effekt mit anderen Strategien zur Erhöhung von Rücklaufquoten (z. B. Auswahl des richtigen Versandtages, Personalisierung der Einladungs- und der Reminder-Mail) zu kombinieren.
- Spam-verdächtige, weibliche Absenderadressen werden, auch wenn sie real sind, keinen positiven Einfluss haben können.
- Nicht immer sind Vornamen eindeutig weiblich (zum Beispiel der Vorname Andrea in Italien) oder als solche zu erkennen.
- Interkulturelle Einflüsse sind nicht auszuschließen. Es gibt Hinweise darauf, dass der Anita-Effekt in Europa und Nordamerika am ehesten wirkt, in anderen Weltregionen hingegen nicht.
- Ungeklärt ist zudem die umgekehrte Situation: Welche Auswirkungen hat ein eindeutig männlicher Absender in einem primär von Frauen dominierten Umfeld?
- Es ist nicht auszuschließen, dass die Erkenntnisse auf das E-Mail-Marketing übertragen werden können, jedoch wurde dies von den Beteiligten nicht untersucht.